# 아르바이트
아르바이트(독일어: Arbeit)는 단기 혹은 임시 고용되어 일하는 것을 의미하는 대한민국과 일본의 고용 속칭이다. 파트 타임(part time, →시간제)이라고도 한다. 주로 학생, 주부가 수입을 얻기 위해 시간제로 일하거나 직업인이 부업으로 일하는 경우가 많으며 단기 계약직을 뜻하기도 한다. 대한민국에서는 알바라고 줄여 부르는 경우가 대부분이다.

## 용어
아르바이트는 한국어식 낱말인데 원래 독일에서 'Arbeit'는 "일" 또는 "노동"을 뜻하며, 독일어에서 이에 해당하는 낱말은 영어로 job이라고 한다. 대한민국에서는 젊은이들 사이에서 이를 짧게 줄여 ‘알바’라고도 한다.
이 용어는 일본을 통하여 들어온 것으로, 아르바이트(アルバイト)라는 용어에서 가져온 것이며 한국에서와 마찬가지로 일본에서도 시간제 노동을 의미한다. 다만 한국과는 달리 줄여 말할 때는 “바이토”(バイト)라고 부른다.
영어권에서는 이런 시간제 근무를 파트타임잡(영어: Part-time job), 전일제 근무는 풀타임잡(영어: full-time job)이라고 한다.
최근에는 이러한 계약직으로 생계를 꾸리는 사람들을 프리터(일본어: フリーター)라고도 한다. 미국에서는 저임금 단순노동을 맥잡(McJob)이라고 한다.

## 대한민국의 아르바이트

### 임금 보장
이러한 아르바이트로 고용된 경우 편의점 등의 영세사업장에서 일한다면, 근무조건이 열악하거나 급료의 안정적인 지급이 보장되지 않는 등의 문제가 있다. 그러나 대한민국에서는 흔히 아르바이트라고 하는 단기/임시 고용된 비정규직 노동자도 노동자의 인간적 삶을 위해 최저임금 이상을 받는 최저임금제가 법으로 보장되어 있다. 2011년은 4,320원, 2012년은 4,580원, 2014년은 시급 5,210원 이었으며 2015년부터 최저임금은 시급 5,580원으로써 약 370원 올랐으며 대한민국 노동부에 의해 고시되었다.  2016년부터는 최저임금위원회에서의 진통을 겪은끝에 6,030원으로 고시되었다. 하지만 실제로는 거의 잘 지켜지지 않고 있는 것이 현실이므로, 꾸준한 근로감독 및 비정규직 노동자 스스로의 노동운동이 필요하다. 만약 임금 체불 문제가 발생할 경우엔 대한민국에서는 노동부 종합상담센터(1350)으로 문의하거나 알바노조, 민주노총 등에서 노동인권을 상담하면 된다.

### 근로자의 권리 또는 노동인권

#### 아르바이트도 노동자
한국에서는 아르바이트가 노동, 노동자임을 인식하지 못하는 분들이 많은데, 독일말로 아르바이트가 노동을 뜻한다는 사실에서도 알 수 있듯이 아르바이트도 시급이나 일당을 경제적 보상으로 받는 비정규직 노동자를 뜻하며, 근로기준법의 보호를 받는다. 당연히 대한민국 헌법33조에 근거하여 노동3권이 있으므로 비정규직 노조인 알바노조가 있다.

#### 주휴수당
아르바이트를 하는 비정규직 노동자들도 야간근로, 휴일근무, 초과근무시에는 추가로 임금을 받을 수 있다. 근로기준법에 근거하여 일주일에 15시간 이상 근무하면 하루의 유급 휴일을 인정받을 수 있으므로, 임금을 지급할 때에 사용자는 노동자에게 주휴수당을 주어야 한다.

#### 산재보상
또한 50명 이상의 사업장에서는 규정상 하루 7시간 1주일 40시간 이상은 일할 수 없다. (2008년 7월 1일부터는 20명 이상으로 확대 적용) 초과 근로는 1일 1시간, 1주일 6시간으로 제한되며 위험한 일이나 유흥알바와 같은 노래방, 호프집 등 유해한 업종에서의 종사는 불법이다. 근무 도중 다쳤을 경우에는 산재보험법 또는 근로기준법에 따라 치료와 보상이 가능하다.

#### 4대보험
사용자는 사회보험 또는 사회안전망인 4대보험으로써 아르바이트를 하는 비정규직 노동자의 실직, 산재 등에 대비하도록 해야 한다.

### 단시간(아르바이트) 근로계약서
사용자는 1주간의 소정근로시간이 그 사업장의 통상근로자 1주간의 소정근로시간보다 짧게 근로한 근로자를 채용할 경우, 단시간(아르바이트) 근로계약서를 작성하여야 한다. 또한 사용자는 기간제 및 단시간근로자 보호 등에 관한 법률 제 24조에 따라 근로자에게 단시간(아르바이트) 근로계약서 1부를 반드시 교부하도록 되어있다.
단시간 근로자의 근로시간이 주 15시간 미만일 경우 주휴일 및 주휴수당, 연차휴가, 퇴직금이 적용되지 않음을 유념해야한다.
단시간(아르바이트) 근로계약서 양식 및 해설서 참고

### 청소년의 아르바이트
대한민국에서는 연소근로자 특례규정이 있어 취업기간이 6개월을 경과하지 아니한 13세 이상 14세 미만의 취직인허증, 15세 이상 18세 미만의 근로자에 대하여는 시간급 최저 임금액의 90%에 해당되는 금액이 최저 금액이다. 그러나 6개월이 지나면 전액을 지급해야 한다. 미성년자의 경우 부모님이나 보호자의 동의서와 나이를 증명하고 연소자 근로 계약서를 작성해야 한다.
- 도덕상 또는 보건상 유해·위험한 일이 없고, 근로기준법과 청소년보호법에서 할 수 없는 일은 정하고 있다.
  - 일할 수 없는 곳: 유흥주점, 공사현장, 단란주점, 비디오방, 노래방, 전화방, 담배소매업, 숙박업, 이용업, 안마실을 설치한 목욕장업, 만화대여업, 소주방·호프·카페, 무도장업, 사행행위영업, 소각·도살업무 등
  - 일할 수 있는 곳 : 제조업체, 패스트푸드점, 술을 판매하지 않는 일반음식점, 편의점, 주유소 등

### 피해 사례
개인정보를 요구로 한 알바채용 사기도 있다.

## 같이 보기
- 직업
- 노동
- 최저임금
- 주휴수당